# Сплюшка сіра
Сплюшка сіра (Ptilopsis leucotis) — вид птахів родини совових (Strigidae). Поширений в Африці.

## Поширення
Ареал розповсюдження виду охоплює широку зону по всьому африканському континенту, від південного краю Сахари та північно-східного краю Африки від Сенегалу та Гамбії на заході до Сомалі на сході. Тварини населяють савани з окремими деревами, рідколісся, сухолісся, рідколісся зі зімкнутим деревним ярусом, узлісся і галявини, а також не надто густі прирічкові ліси.

## Опис
Сова досягає 24—25 см завдовжки, і важить близько 200 г. Характеризується надзвичайно великими пучками вух. Її сіре оперення допомагає зливатися з корою дерев, на яких сова любить сидіти.

## Спосіб життя
На відміну від сов і сичів, птах веде денний спосіб життя і не дуже добре літає: він вважає за краще ходити по землі в пошуках дрібної здобичі, особливо дрібних ссавців, таких як гризуни. Гніздиться на землі, інколи використовуючи покинуті гнізда інших видів, наприклад інших хижих птахів, турако або горобцеподібних.